# ديفيد أندرسون (سياسي كندي، مواليد 1937)
ديفيد أندرسون هو مجدف ومحامي وسياسي كندي، ولد في 16 أغسطس 1937 في فيكتوريا في كندا. نشط حزبياً في الحزب الليبرالي الكندي. وقد انتخب عضو الجمعية التشريعية لكولومبيا البريطانية ‏ عن دائرة Victoria (British Columbia provincial electoral district) ‏ (30 أغسطس 1972 – 11 ديسمبر 1975) وانتخب وزير البيئة ‏ (3 أغسطس 1999 – 20 يوليو 2004) وانتخب عضو مجلس العموم الكندي.

## وصلات خارجية
- ديفيد أندرسون على موقع الاتحاد الدولي للتجديف (الإنجليزية)
- ديفيد أندرسون على موقع اللجنة الأولمبية الدولية (الإنجليزية)
- ديفيد أندرسون على موقع أوليمبيديا (الإنجليزية)
- ديفيد أندرسون على موقع اللجنة الأولمبية الكندية (الإنجليزية)